# Ceutas flag
Ceutas flag vidner om at denne spanske eksklave oprindelig var en portugisisk by. Flagdugen er delt i sort og hvidt på samme måde som Lissabons flag og har en variant af Portugals nationalvåben i midten. Ceuta blev erobret af portugiserne i begyndelsen af 1400-tallet, men byen blev beholdt af Spanien da Portugal udbrød af unionen og blev selvstændig i 1640.
Ceutas flag kan også benyttes uden våbenskjold. Det blev sidst fastsat ved lov af 13. marts 1995.
| Flag | Spire Denne artikel om flag eller vexillologi er en spire som bør udbygges. Du er velkommen til at hjælpe Wikipedia ved at udvide den. |